# Milosrdné lži
Milosrdné lži (v originále Les Petits Mouchoirs) je francouzsko-belgické komediální drama z roku 2010, které režíroval Guillaume Canet, podle vlastního scénáře. Snímek měl světovou premiéru na mezinárodním filmovém festivalu v Torontu dne 11. září 2010.

## Děj
Max Cantara, bohatý majitel hotelu a restaurace, a jeho žena Véronique zvou každý rok své přátele do svého domu v Cap Ferret, aby oslavili narozeniny svého přítele Antoina a začátek letních prázdnin. Ale letos, než opustí Paříž, se jejich přítel Ludo stane obětí vážné dopravní nehody a po opileckém večeru se ocitne mezi životem a smrtí. I přes tuto událost se parta přátel rozhodne odjet na dovolenou. Během pobytu budou prověřeny jejich vztahy, jejich přesvědčení a pocity viny.

## Obsazení
| François Cluzet          | Max Cantara                     |
| Marion Cotillard         | Marie                           |
| Benoît Magimel           | Vincent                         |
| Gilles Lellouche         | Éric                            |
| Valérie Bonneton         | Véronique                       |
| Pascale Arbillot         | Isabelle                        |
| Laurent Lafitte          | Antoine                         |
| Joël Dupuch              | Jean-Louis                      |
| Louise Monot             | Léa                             |
| Anne Marivin             | Juliette                        |
| Jean Dujardin            | Ludo                            |
| Hocine Mérabet           | Nassim                          |
| Maxim Nucci              | Franck                          |
| Matthieu Chedid          | milenec Marie                   |
| Sara Martins             | přítelkyně Marie                |
| Néo Broca                | Elliot, syn Vincenta a Isabelle |
| Édouard Montoute         | Ludův přítel v baru             |
| Pierre-Benoist Varoclier | číšník                          |
| Timothée Brakel          | bezdomovec                      |
| Niseema Theillaud        | Sabine, matka Luda              |
| Jean-Claude Cotillard    | Maxův zákazník                  |
| Nikita Lespinasse        | Virginie                        |

## Ocenění
- Francouzské filmové trofeje: Francouzská filmová trofej
- Video a VOD Grand Prix: Cena diváků (Guillaum Canet)
- César: nominace v kategoriích nejlepší herec ve vedlejší roli (Gilles Lellouche), nejlepší herečka ve vedlejší roli (Valérie Bonneton)
- Křišťálové glóby: Nejlepší herec (François Cluzet)
- Evropské filmové ceny: nominace na Evropskou cenu diváků (Guillaume Canet)